# المصري أفندي (فلم)
المصري أفندي هو فيلم مصري تم إنتاجه عام 1949، تأليف حسين صدقي ومحمد كامل حسن المحامي وإخراج حسين صدقي و بطولة حسين صدقي ومديحة يسري.

## قصة الفيلم
محمد المصري (حسين صدقي) مهندس معماري يستدعى بطريق الخطأ لفيلا إسماعيل بك (إسماعيل ياسين) لإصلاح الكهرباء، ويقوم بمساعدتهم ويتعرف على أهل الفيلا إسماعيل وخطيبته سعاد (لولا صدقي) وابنة خالتها سهاد (مديحة يسري) ويحتاج إسماعيل إلى فيلا لعش الزوجية وتصير صداقة ويتبادلون الزيارات ويقترب المصري من سهاد خصوصا أن أفكارهم متقاربة ويعلم أنها فقيرة مثله تربت في بيت خالتها الثرية، فيقدم على الزواج بها، ويرزق بأول مولود ويسميه حسن ثم تنجب سهاد للمرة الثانية بنتا أسماها عائشة، ويعد مشروعا إسكانيا مضمون الربح ولكن زوجته تقترح عليه أن ينفذه مع إسماعيل الذي يتردد لأنه لم ينجب ولاحاجة له لإستثمار أمواله. وتحمل زوجته للمرة الثالثة ويضيق بهم الحال، فيلتحق بعمل إضافي في الفترة المسائية، وعندما حان ميعاد الولادة استغنى عنه صاحب العمل الإضافي، وأنجبت زوجته ولد وبنت ليصبح المجموع 4 أبناء، ويضيق بهم الحال أكثر، وتحمل زوجته للمرة الرابعة وتتعب سهاد ويكتشف الطبيب ضعفها واحتياجها للراحة، ويكتشف الطبيب إصابة حسن بالحصبة، ويحتاج المصري إلى خمسة جنيهات فيذهب إلى منيب بيه (فؤاد الرشيدي) المدير في منزله، فيرفض طلبه، ولكن المصري يجد 10 جنيهات على الأرض فيأخذهم ويترك للمدير إقرارا عليه بالمبلغ، فيقوم المدير بفصله من العمل مع احتفاظه بالإقرار حتى لا يطالب بمكافأة، ويبحث عن عمل دون جدوى، ويعجب من حكمة ربنا في كثرة الأولاد مع الفقر ويتساءل أين تلك الحكمة ويعود إلى بيته ويفاجأ بأن زوجته انجبت ثلاثة أبناء ليصبح المجموع 7 أبناء، ويطلب من الله أن يأخذ نعمة الأولاد ويعطيه نصف ثروة إسماعيل الذي وهبه الله اخيراً بولد، ويستجيب له الله في الحال بموت ابناءه الثلاثة حديثى الولادة، ويجيئه إسماعيل موافقاعلى المشروع الاسكاني السابق، وتيسر الحال، واضطرت سهاد لإجراء جراحة نتج عنها عدم قدرتها على الإنجاب بعدها. دخل المصري مناقصة كبيرة وحده بعد رفض إسماعيل مشاركته لاعتراض زوجته، وكسب المصري المناقصة، وتاه حسن، وبحث عنه في كل مكان ولم يجده، وفي حادث أليم مات ابناه الصغيران، وبقيت عائشة (عايدة فؤاد) واتسعت أعماله، وأصيبت عائشة بمرض اقعدها، فذهب المصري للحج ليجدد إيمانه ويكفر عن خطئيه مع ربه، بينما كبر حسن (حسين صدقي) وسط العائلة التي ربته وزوجته من ابنتهم فاطمة (نادية السبع) وانجب علي وعطيات، وعمل بشركة منيب بيه، الذي تأثر بمنافسة المصري فهدده بالإقرار السابق والذي سيأثر على اسهم شركته، وسلم الإقرار إلى حسن لإيصاله إلى الصحف، ولكن الصدفة لعبت دورها ووصل الإقرار ليد المصري، وتم فصل حسن، فذهبت زوجته إلى المصري ليجد لحسن وظيفه والذي اكتشف ان حسن هو ابنه وإلتئم الشمل، وقامت عائشة من فوق كرسيها المتحرك من شدة فرحتها.

## فريق العمل
إخراج: حسين صدقي
تأليف:
- محمد كامل حسن المحامي
- حسين صدقي

إنتاج: أفلام مصر الحديثة (حسين صدقي)
بطولة:
- حسين صدقي
- مديحة يسري
- إسماعيل ياسين
- لولا صدقي
- فؤاد الرشيدي
- توفيق إسماعيل
- ثريا فخري
- نادية السبع
- عايدة فؤاد
- كيتي
- جمالات زايد
- عبد المنعم إسماعيل

## روابط خارجية
- المصري أفندي على موقع IMDb (الإنجليزية)
- المصري أفندي على موقع الدهليز
- المصري أفندي على موقع قاعدة بيانات الأفلام العربية
- المصري أفندي على موقع قاعدة بيانات الفيلم (الإنجليزية)